# Панґасінанська Вікіпедія
Панґасінанська Вікіпедія (панґасінан. Wikipedia) — розділ Вікіпедії панґасінанською мовою. Створена у 2006 році. Панґасінанська Вікіпедія станом на 27 березня 2025 року містить 2610 статей, 9076 зареєстрованих користувачів, 18 активних дописувачів, 1 адміністратора
. Загальна кількість сторінок в панґасінанській Вікіпедії — 6706, редагувань — 78 699, мультимедійні файли відсутні
. Глибина (рівень розвитку мовного розділу) панґасінанської Вікіпедії мала і становить 28.9 пунктів
. 